# Lecania rufipes
Lecania rufipes là một loài ruồi trong họ Asilidae. Lecania rufipes được Macquart miêu tả năm 1838. Loài này phân bố ở vùng Tân nhiệt đới.